# Distrikt Nyanza
Der Distrikt Nyanza (Kinyarwanda Akarere ka Nyanza) ist einer von acht Distrikten in der Südprovinz von Ruanda.

## Geographie

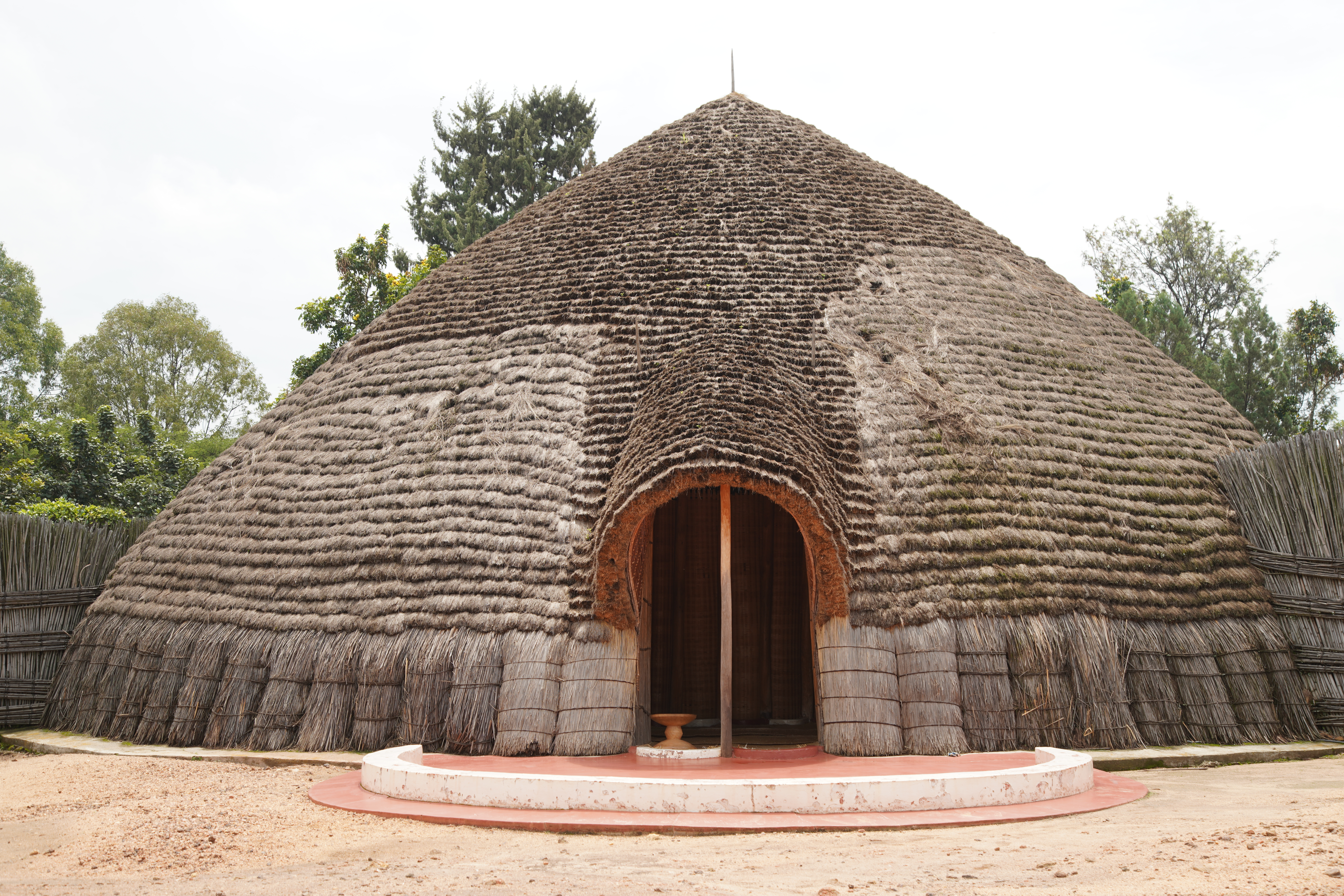
Der ehemalige Königspalast in Nyanza

Der Distrikt hat eine Gesamtfläche von 671,2 km² und ist in 10 Sektoren, 51 Zellen und 420 Dörfer unterteilt. Die Sektoren sind Busasamana, Busoro, Cyabakamyi, Kibirizi, Kigoma, Mukingo, Muyira, Ntyazo, Nyagisozi und Rwabicuma. Nachbardistrikte sind Ruhango im Norden, Bugesera im Nordosten, Gisagara im Südosten, Huye im Süden und Nyamagabe im Westen. Im Südosten zwischen Gisagara und Bugesera grenzt der Distrikt zudem an das Nachbarland Burundi. Die Ostgrenze verläuft entlang des Akanyaru, einem Nebenfluss des Nyabarongo.
Hauptort des Distrikts ist die gleichnamige Stadt Nyanza, in der sich der frühere Königspalast von König Mutara III. Rudahigwa befindet. In der Nähe liegt das Rwesero-Museum.

## Politik
Regierungschef ist Erasme Ntazinda. 2021 wurde er wiedergewählt.

## Bevölkerung
Nach der Volkszählung von 2022 beträgt die Einwohnerzahl im Distrikt 365.718. Der Bevölkerungstrend ist zunehmend.
|          |            | Fläche [km²] | 2002    | 2012    | 2022    |
| -------- | ---------- | ------------ | ------- | ------- | ------- |
| Distrikt | Nyanza     | 672,3        | 225.209 | 323.719 | 365.718 |
| Sektor   | Busasamana | 49,29        |         | 42.870  | 50.661  |
| Sektor   | Busoro     | 73,42        |         | 34.037  | 39.644  |
| Sektor   | Cyabakamyi | 60,20        |         | 22.273  | 23.199  |
| Sektor   | Kibirizi   | 83,60        |         | 32.243  | 40.939  |
| Sektor   | Kigoma     | 66,18        |         | 35.297  | 41.004  |
| Sektor   | Mukingo    | 76,08        |         | 50.756  | 45.708  |
| Sektor   | Muyira     | 80,75        |         | 35.544  | 42.041  |
| Sektor   | Ntyazo     | 62,38        |         | 26.740  | 33.826  |
| Sektor   | Nyagisozi  | 72,86        |         | 25.939  | 28.092  |
| Sektor   | Rwabicuma  | 47,12        |         | 18.020  | 20.604  |

## Verkehr
Durch den Distrikt Nyanza verläuft mittig in Nord-Süd-Richtung die Nationalstraße 1. Von dieser geht nach Nordwesten und Osten die Nationalstraße 6 ab. In der Osthälfte de Distrikts verläuft von der Nationalstraße 6 nach Süden abgehend zudem die Nationalstraße 8. Von den Straßen im Distrikt ist nur die Nationalstraße 1 durchgehend asphaltiert. Die weiteren Nationalstraßen und District Roads sind Stand 2022 bis auf kürzere Abschnitte nahe der Stadt Nyanza nicht asphaltiert.